# Encyklopedia Internautica
Encyklopedia Internautica – encyklopedia internetowa, stworzona na podstawie Popularnej Encyklopedii Powszechnej wydawnictwa Pinnex, udostępniana przez portal internetowy Interia. W 2005 r. zawierała ok. 120 tys. haseł.